# Merryn Tawhai

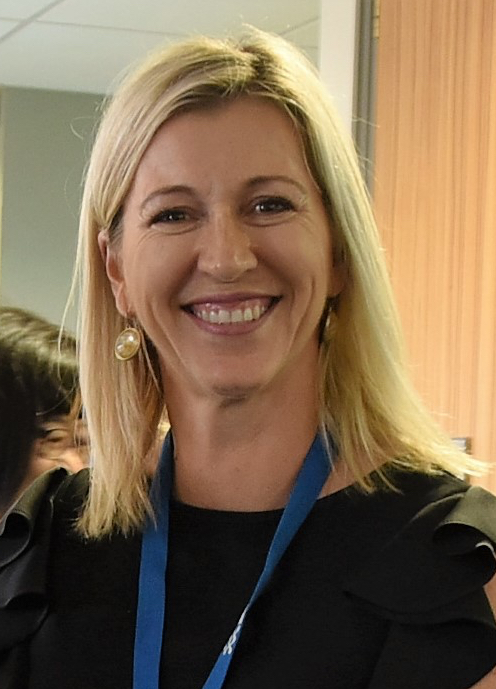
Merryn Tawhai, 2019

Merryn Tawhai (* 20. Jahrhundert) ist eine neuseeländische Physikerin, Bioingenieurin und Hochschullehrerin. Sie ist Professorin für Bioingenieurwesen an der University of Auckland Ihr Forschungsschwerpunkt liegt auf der Entwicklung integrativer Rechenmodelle des Lungensystems und deren Anwendung zum Verständnis von Struktur-Funktions-Interaktionen in der normalen Physiologie und in der Pathophysiologie von Lungenerkrankungen.

## Leben und Werk
Tawhai schloss 2001 ihr Studium der Ingenieurwissenschaften an der University of Auckland ab. Sie promovierte 2010 bei Andrew Pullan mit der Dissertation: An anatomically based mathematical model of the human lungs, applied to gas mixing and water vapour and heat transport. Während ihrer Doktorandenzeit bekam sie zwei Kinder. Nach ihrer Promotion in Ingenieurwissenschaften begann sie 2002 als wissenschaftliche Mitarbeiterin an dem American Institute for Medical and Biological Engineering zu forschen.
Seit 2002 leitete sie am Auckland Bioengineering Institute (ABI) die Gruppe Lung and Respiratory System mit einem multidisziplinären Forschungsprogramm zur angewandten Computerphysiologie des Atmungssystems. Ihre Forschungsarbeit konzentriert sich auf die Entwicklung mathematischer Modelle der Lunge von der zellulären Ebene bis zum gesamten Organ, um das Verständnis der pathologischen Veränderungen zu erleichtern, die bei Krankheiten auftreten können, und auf die Entwicklung neuer digitaler Technologien, um das Ansprechen des Patienten auf die Behandlung vorherzusagen.
2013 wurde sie zur stellvertretenden Direktorin des ABI ernannt. 2014 wurde sie außerordentliche Professorin an der University of Iowa am Department of Biomedical Engineering. Von 2018 bis 2021 war sie Direktorin des Medical Technologies Center of Research Excellence (MedTech CoRE). Von 2020 bis 2023 war sie außerordentliche Professorin an der University of Canterbury an der Fakultät für Maschinenbau.
2023 übernahm sie die Leitung des Auckland Bioengineering Institute, dem größten postgradualen Forschungsinstitut am Waipapa Taumata Rau der University of Auckland.
Sie ist gewähltes Mitglied des World Council for Biomechanics, Mitherausgeberin der Zeitschrift Annals of Biomedical Engineering and Pulmonary Circulation und Redaktionsmitglied der Zeitschrift Physiology. Sie ist Mitglied des Technischen Unterausschusses für kardiopulmonale Systeme der IEEE Engineering in Medicine & Biology Society.

## Ehrungen (Auswahl)
- 2016: MacDiarmid-Medaille, Royal Society of New Zealand (RSNZ)[4]
- 2017: 150 Women in 150 Words der Royal Society Te Apārangi
- 2018: Fellow der Royal Society of New Zealand
- 2018: Aufnahme in die International Academy of Medical and Biological Engineering
- 2018: Fellow des American Institute for Medical and Biological Engineering (AIMBE)[5][6]